# Opisthacanthus asper
Espèce
Synonymes
- Ischnurus asper Peters, 1861
- Ischnurus asper chrysopus Peters, 1861
- Opisthacanthus chrysopus paucispinulatus Hewitt, 1918

Opisthacanthus asper,  also known as the aspic scorpion,   est une espèce de scorpions de la famille des Hormuridae.

## Distribution
Cette espèce se rencontre au Mozambique, au Zimbabwe, au Botswana et en Afrique du Sud.
Sa présence est incertaine en Somalie.

## Description

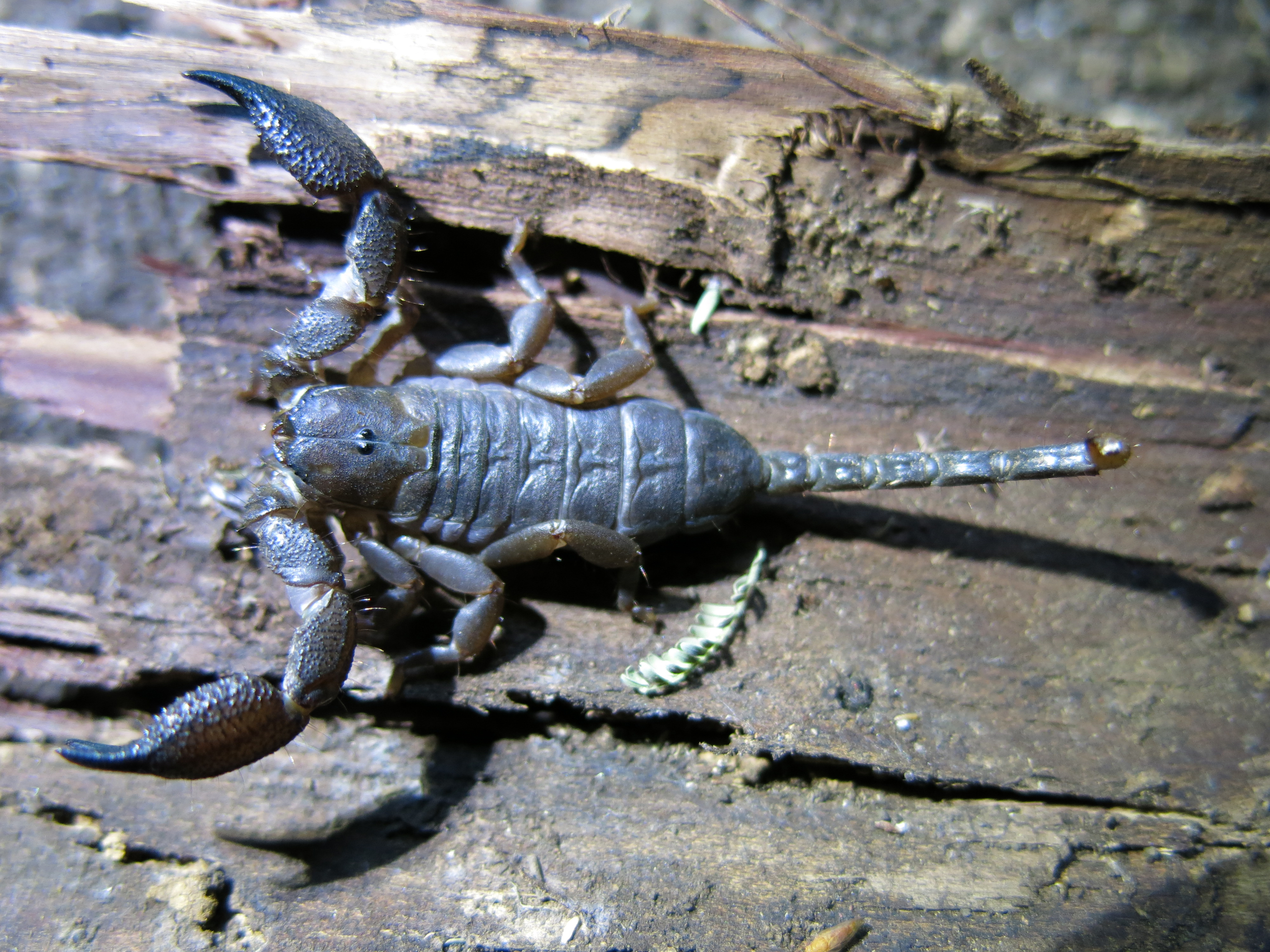
Opisthacanthus asper

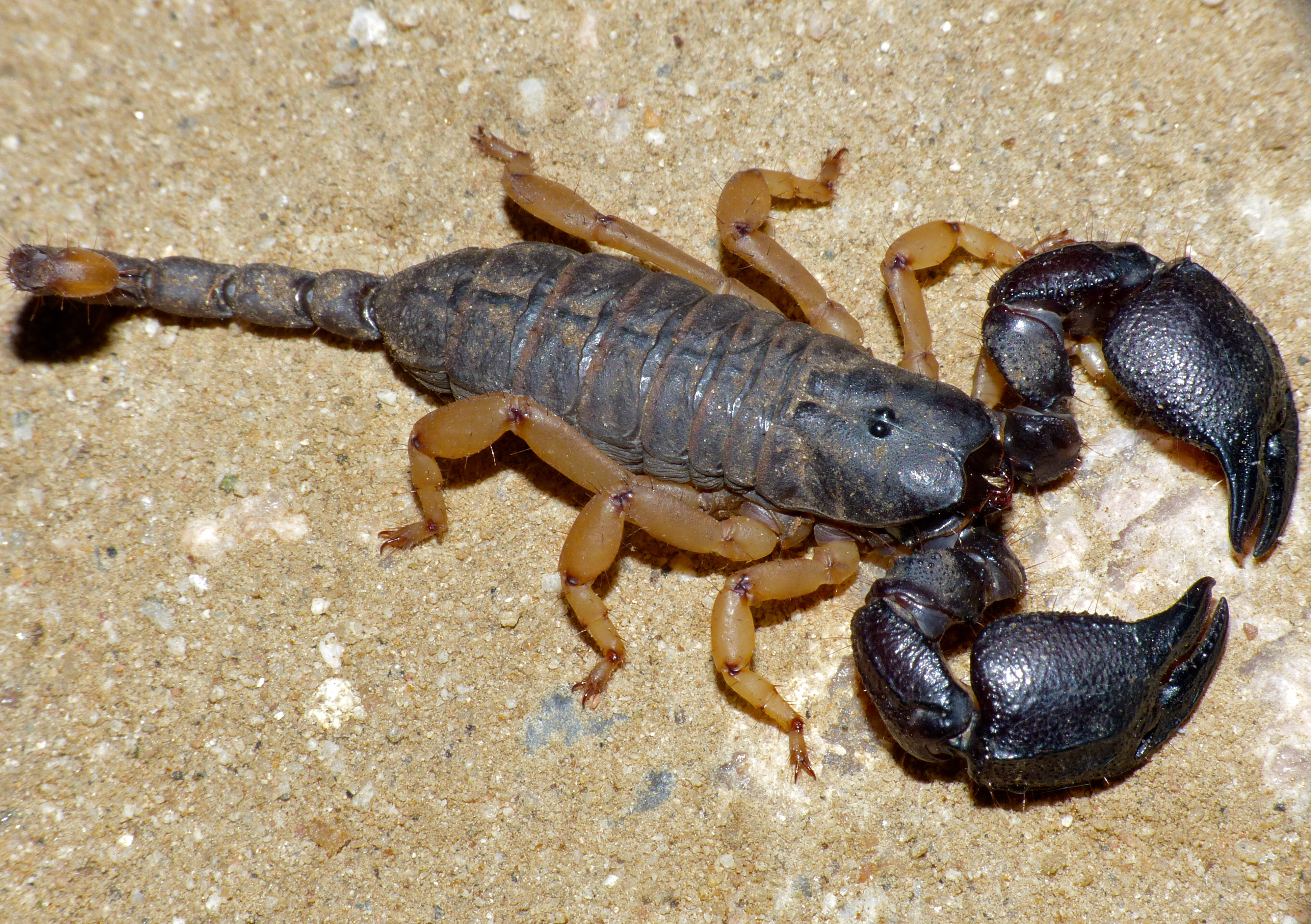
Opisthacanthus asper

Le mâle décrit par Lourenço en 1987 mesure 80 mm et la femelle 85 mm.

## Systématique et taxinomie
Cette espèce a été décrite sous le protonyme Ischnurus asper par Peters en 1861. Elle est placée dans le genre Opisthacanthus par Pavesi en 1881.
Ischnurus asper chrysopus et Opisthacanthus chrysopus paucispinulatus ont été placées en synonymie par Lourenço en 1987.

## Publication originale
- Peters, 1861 : Ueber eine neue Eintheilung der Skorpione und ueber die von ihm in Mossambique gesammelten Arten von Skorpionen, aus welchem hier ein Auszug mitgetheilt wird. Monatsberichte der Königlichen Preussischen Akademie der Wissenschaften zu Berlin, vol. 1861, no 1, p. 507–516 (texte intégral).